# Hildo Rocha
Hildo Augusto da Rocha Neto (São Luís, 22 de abril de 1960) é um administrador e político brasileiro, filiado ao Movimento Democrático Brasileiro (MDB).  

## Biografia
Graduado em Administração de Empresas e Administração Pública pela Universidade Estadual do Maranhão (UEMA), e Pós Graduado em Contabilidade Pública, Administração Municipal pela mesma universidade, e Marketing pela Fundação Getúlio Vargas. Foi vereador (1993-1996), presidente da Câmara Municipal (1995-1996), prefeito de Cantanhede em dois mandatos consecutivos (1997–2004), quando foi processado pelo Ministério Público por desvio de R$ 10 milhões da verba pública da saúde e educação, após auditoria da Controladoria Geral da União (CGU), que deveria torná-lo inelegível por 8 anos.  O político reagiu exigindo a extinção da CGU, órgão técnico de fiscalização dos recursos públicos federais. 
Hildo é casado com Mirian Rodrigues Rocha, processada pelo Ministério Público do Maranhão a devolver R$ 72 mil que recebeu como funcionária fantasma na mesma prefeitura de Catanhede, anteriormente comandada pelo marido. Hildo teria criado o cargo fictício de "Representante do município de Catanhede em Brasília", para o qual empregou a própria esposa, como forma de remunerá-la, ao se mudar com ele para a capital federal, quando assumiu o cargo de deputado federal. Em depoimento ao Ministério Público, a acusada confessou que trabalha de casa acompanhando demandas do Município de Cantanhede e se comunicando por meio de aplicativos de celular. 
Hildo foi ainda secretário no governo Roseana Sarney (2009–2014), gestão na qual a filha do ex-presidente José Sarney foi processada pelo Ministério Público por fraude de quase meio bilhão de reais, e Hildo por sua vez também passou a responder processo no Ministério Público Estadual por violação da lei de transparência no repasse de recursos aos prefeitos do Estado. Uma auditoria mostrou 427 convênios no valor de R$ 323,9 milhões, firmados pelo então Secretário de Cidades,  entre o final de 2013 e véspera das eleições de 2014. Os volumosos recursos  foram liberados para prefeitos aliados na eleição, justamente nos municípios onde Hildo Rocha recebeu expressiva votação. 
Em 2014, foi eleito, pelo MDB, o  deputado federal do Maranhão com 125.521 votos, onde considera como maior bandeira ser o deputado federal que mais faz oposição ao governo estadual de Flávio Dino. 
No que se refere à principal atividade parlamentar, que é legislar, Hildo Rocha apresentou durante o seu primeiro mandato de deputado federal 820 proposições. Esse total abrange projetos de lei; propostas de emendas à Constituição Federal; emendas a projetos de leis e mudanças nas propostas orçamentárias que tramitaram na Câmara e no Congresso. Foi relator de 205 Projetos de Lei. Teve presença em todas as Sessões deliberativas e não deliberativas da 55ª Legislatura da Câmara dos Deputados. Deixou de comparecer apenas quando viajou em missões oficiais da Câmara.
Foi reeleito deputado federal em 2018 com 77.661 votos. Em 2022, obteve 96.281 votos, ficando como primeiro suplente.

## Controvérsias

### Uso de dois apartamentos funcionais em Brasília
Em janeiro de 2019, a deputada federal eleita por São Paulo, Tabata Amaral encontrou o filho de Hildo Rocha ocupando o apartamento funcional designado a ela. O pai, reeleito, estava em processo de mudança para outro apartamento funcional e dentro do prazo para entrega do imóvel que seria ocupado por Tábata. Segundo Amaral, "o deputado  estava irregularmente, ocupando dois imóveis. Eu liguei pra Câmara, expliquei a situação, tentei resolver e o próprio deputado falou que eu podia fazer o barulho que fosse que o filho dele não ia sair." Posteriormente, Hildo explicou que se mudou porque o apartamento que ocupou por quatro anos estaria agora "completamente danificado, impróprio para uso". Em nota, a Câmara dos deputados informou que Hildo Rocha estava dentro do prazo para a entrega do imóvel, confirmando que o parlamentar não praticou qualquer irregularidade.